# The Bookshop
Pour plus de détails, voir Fiche technique et Distribution.
The Bookshop ou La Librairie de mademoiselle Green est un film hispano-anglo-allemand réalisé par Isabel Coixet, sorti en 2017.
C'est l'adaptation du roman du même nom de Penelope Fitzgerald paru en 1978.
Il remporte les Goyas du meilleur film, de la meilleure réalisatrice et du meilleur scénario adapté lors de la 32e cérémonie des Goyas,.

## Synopsis
À la fin des années 1950, Florence Green ouvre une librairie dans l'ancestrale maison qu'elle a achetée dans une petite ville reculée d'Angleterre, Hardborough. Son entreprise se heurte aux ambitions de Violet Gamart, puissante notable de la région, qui cherche à faire installer dans la vieille bâtisse un centre pour les arts et déploie toute la puissance de son réseau pour arriver à ses fins.
La librairie de Florence marche bien, et elle recrute une jeune fille, Christine Gipping, pour l'aider. Elle se lie d'amitié avec Edmund Brundish, un vieil amateur de livres qui vit isolé dans sa grande maison, qui lui demande de lui faire parvenir régulièrement des livres, et à qui elle fait découvrir Ray Bradbury. Lorsque Florence décide de vendre Lolita, de Nabokov, des attroupements se créent devant la boutique, et Violet Gamart prend prétexte de ces entraves à la circulation et cherche à l'intimider par l'intermédiaire de son avocat.
Florence est également dénoncée auprès des autorités parce que la jeune Christine, encore scolarisée, travaille chez elle après ses cours. Violet Gamart utilise également les compétences de son neveu, juriste, pour faire adopter une loi au Parlement qui pourrait permettre d'exproprier Florence, dont la librairie est installée dans une maison considérée comme étant d'intérêt historique. Elle suscite également la création d'une autre librairie dans le village, pour lui faire concurrence.
Surmontant sa misanthropie et son antipathie envers Violet Gamart, Edmund Brundish lui rend visite et lui demande de laisser Florence Green tranquille, en vain. Il meurt, victime d'un malaise, sur le chemin du retour. Florence apprend ensuite qu'elle est expulsée de la maison en vertu de la nouvelle loi, et que le bâtiment ayant été déclaré insalubre, elle n'a droit à aucune indemnité. Elle quitte alors le village, et la jeune Christine incendie la maison qui a abrité la librairie.
Adulte, Christine à qui Florence a transmis sa passion, est devenue libraire.

## Fiche technique
- Titre français de France et titre original : The Bookshop
- Titre français du Canada : La Librairie de mademoiselle Green
- Titre espagnol : La librería
- Titre allemand : Der Buchladen ou Der Buchladen der Florence Green
- Réalisation : Isabel Coixet
- Assistants-réalisateurs : 1) Luca Vacchi / 2) Leo Latorre
- Scénario : Isabel Coixet d'après le roman de Penelope Fitzgerald
- Direction artistique : Marc Pou
- Décors : Llorenç Miquel, Marc Pou, Rebeca Comerma
- Costumes : Mercè Paloma
- Photographie et cadrage : Jean-Claude Larrieu
- Montage : Bernat Aragonés
- Musique : Alfonso de Vilallonga
- Son : Albert Gay
- Production : Green Films
- Pays d'origine : Espagne
- Format : Couleurs - 35 mm - 1,85:1 - Dolby Digital
- Genre : drame
- Durée : 110 minutes
- Date de sortie :
  -  Espagne : 21 octobre 2017 (Festival de Valladolid), 10 novembre 2017 (sortie nationale)
  -  Allemagne : février 2018 (Berlinale 2018 - Séance spéciale)

## Distribution
- Emily Mortimer (VF : Rafaèle Moutier) : Florence Green, la libraire
- Bill Nighy (VF : Hervé Bellon) : Edmund Brundish, le vieil amoureux des livres
- Patricia Clarkson (VF : Clara Borras) : Violet Gamart, la notable
- Reg Wilson : le général Bruno Gamart, mari de Violet
- Honor Kneafsey (VF : Madeleine Beaufrand) : Christine Gipping, la benjamine des filles Gipping
- Lucy Tillett (VF : Sandra Denis) : Mme Gipping, la mère de Christine
- Julie Christie (VF : Catherine Javaloyès) : la voix de Christine âgée
- James Lance (VF : Milan Morotti) : Milo North, de la BBC
- Charlotte Vega (VF : Céline d'Aboukir) : Kattie, la maîtresse de Milo
- Hunter Tremayne (VF : Loïc Guingand) : M. Keble, dit « Tête de patate », le banquier
- Michael Fitzgerald (VF : Frédéric Solunto) : M. Raven
- Nigel O'Neill (VF : Martin Lardé) : M. Deben, le marin et poissonnier
- Adie Allen (VF : Céline Laurent) : Mme Traill
- Jorge Suquet (VF : Maxime Pacaud) : Tom Thornton
- Frances Barber (VF : Corinne Lordier) : Jessie
- James Murphy (VF : Vincent Nalesso) : Lionel
- Lucy Beckwith : la première invitée
- Harvey Bennett (VF : Zélie Chalvignac) : Wally
- Barry Barnes (VF : Xavier Boulanger) : M. Sheppard
- Lana O'Kell : Ivy Welford

Source : version française (VF) selon le carton de doublage

## Musique
Sauf indication contraire, les informations mentionnées dans cette section peuvent être confirmées par la base de données cinématographiques IMDb,  présente dans la section « Liens externes ».
- Feeling Lonely on a Sunday Afternoon par Ala.ni.
- Just Take Me in Your Arms par Ala.ni.
- Social Event par John Scott.
- Anyone for Croquet par Fred Hartley (en).
- But Not for Jerry par Michael Cottone.

## Accueil

### Critiques
Le film obtient une note moyenne de 2,5 de la part de la presse française sur Allociné.
On note plusieurs avis positifs comme dans Première qui met en avant : « l'ambiance de bord de mer du Nord de l’Angleterre, à la fois froide, émouvante et corrosive », dans Le Nouvel Observateur qui y voit « du cinéma doux et suranné, où tout est délicat, de la reconstitution au message féministe ».
57% des critiques sont positives sur le site Rotten Tomatoes pour une note moyenne de 5,2/10 pour 72 critiques. Le site Metacritic lui attribue 62% d'avis positifs pour 22 critiques.

## Distinction

### Récompenses
- 32e cérémonie des Goyas : Goyas du meilleur film, de la meilleure réalisatrice et du meilleur scénario adapté.